# Нестор, Даниэль
Даниэ́ль Марк Не́стор (англ. Daniel Mark Nestor, при рождении Даниэль Несторович, серб. Данијел Несторовић; род. 4 сентября 1972 года в Белграде, СФРЮ) — канадский профессиональный теннисист сербского происхождения, бывшая первая ракетка мира в мужском парном разряде (в общей сложности в течение 108 недель). Победитель 91 турнира ATP (в том числе восемь Большого шлема, Олимпийских игр 2000 года и четырёх Итоговых турниров) в мужском парном разряде, обладатель т. н. «карьерного» Золотого шлема в мужском парном разряде (хотя бы один выигранный титул на каждом соревновании серии Большого шлема и Олимпиаде за карьеру). Победитель четырёх турниров Большого шлема в миксте. Первый игрок в истории АТР, побеждавший не только во всех четырёх турнирах Большого шлема, но и во всех девяти турнирах высшей категории АТР.
Нестор, десять раз за карьеру признававшийся теннисистом года в Канаде и установивший ряд рекордов сборной Канады в Кубке Дэвиса, завершил карьеру, которая продолжалась более 27 лет, в сентябре 2018 года в возрасте 46 лет. Кавалер ордена Канады (2010), член Зала теннисной славы Канады (2018) и Зала славы канадского спорта (2024).

## Общая информация
Даниэль Несторович родился в Белграде в 1972 году, став вторым сыном в семье (его брат Алекс на четыре года старше). Его родители — инженер-машиностроитель Рэй и учительница Анна — переехали с детьми в Канаду в июне 1976 года, поселившись в Торонто. Даниэль рос стеснительным, замкнутым мальчиком, любившим спорт и телепередачи; эту стеснительность он преодолел позже, когда близко сошёлся с другими теннисистами в профессиональном туре, хотя по-прежнему не любил делиться с кем-то ещё своей личной жизнью.
В июле 2005 года Даниэль вступил в брак с жительницей Торонто Наташей Гаврилович. В этом браке родились две дочери: Тиана в декабре 2008 и Бьянка в марте 2013 года. Нестор, некоторое время проживавший с семьёй на Багамах, в 2017 году вернулся в Торонто. Даниэль, чья теннисная карьера поначалу требовала от семьи значительных жертв, впоследствии уже сам помогал родителям и старшему брату, который при его финансовой поддержке окончил юридический факультет Университета Санта-Клары в Калифорнии, став адвокатом в Сан-Франциско.
С 2003 года регулярно проводится благотворительный теннисный турнир с участием знаменитостей Daniel Nestor Celebrity Charity Event, доходы от которого направляются Общей больнице Норт-Йорка и фонду Ассоциации тенниса Канады Go for Gold (к 2011 году размер перечисленных сумм превысил 700 тысяч долларов). Частью общественной деятельности Нестора являются также мастер-классы, которые он даёт в теннисных клубах периферийных населённых пунктов. В 2018 году он стал почётным директором турнира в Калгари, входящего в профессиональный тур ATP Challenger.

## Теннисная карьера

### Начало карьеры
Первую ракетку Даниэля (стоимостью два доллара) отец купил ему в семь лет. Мальчик, любивший играть в футбол и баскетбол, влюбился в новую игру, часами тренируясь в одиночестве в Элкхорнской публичной школе в Норт-Йорке. В эти годы он старался подражать другому теннисисту-левше — Джимми Коннорсу. В 11 лет Даниэль стал финалистом национального чемпионата Канады среди мальчиков в возрасте до 12 лет в одиночном разряде и чемпионом в парном. В 15-летнем возрасте с ним начал заниматься Пьер Ламарш, тренер национальной юношеской сборной Канады, впоследствии отмечавший, что его новый ученик демонстрировал необычайный талант с первого урока. В 17 лет Нестор отклонил приглашение присоединиться к престижной теннисной академии Ника Боллетьери в США, предпочтя продолжить занятия с Ламаршем.
В 1989 году руководимая Ламаршем юношеская сборная Канады (помимо Нестора в ней играли Грег Руседски, ещё один житель Торонто Роберт Янечек и монреальцы Себастьен Ларо и Себастьен Леблан) сенсационно выиграла Кубок Саншайн — юношеский (до 18 лет) командный чемпионат мира, известный также как юношеский Кубок Дэвиса. В решающем матче канадцы, сеяные восьмыми, переиграли фаворитов — сборную Швеции, за десять лет игравшую уже свой пятый финал. В том же году Нестор провёл в Чикутими (Квебек) свой первый матч в профессиональном турнире и дебютировал в Открытом чемпионате Канады, получив уайлд-кард, но проиграв в первом круге. К началу следующего года у канадца, прилетевшего в Мельбурн, чтобы участвовать в юношеском турнире Открытого чемпионата Австралии, оказалось достаточно рейтинговых очков для участия в квалификационном отборе к взрослому чемпионату. В первом круге квалификации Нестор вёл 6:1, 5:2, но проиграл из-за непривычной жары. После этого он повредил ногу на разминке перед матчем юношеского турнира и вернулся в Канаду на костылях.
В 1992 году в паре с Ларо Нестор выиграл в Ресифи (Бразилия) свой первый турнир категории «челленджер», а в Нагое (Япония) и Брунее дошёл до финала турниров аналогичного уровня в одиночном разряде. С этого же года Даниэль начал выступать за сборную Канады в Кубке Дэвиса, причём в своём дебютном матче за сборную ему удалось обыграть Стефана Эдберга, на момент игры бывшего первой ракеткой мира — сам канадец в это время занимал в рейтинге 238-ю строчку. Швед выиграл два из трёх первых сетов, в том числе один — со счётом 6:1, но затем его молодой соперник сумел переломить ход игры и победить. Через два дня тренер Нестора Пьер Ламарш, бывший в то время капитаном сборной Канады, при счёте 2:2 в матче поставил своего 19-летнего ученика с кровавой мозолью на ступне и уколом обезболивающего на решающую игру против Магнуса Густафссона. Поединок, как и в первый день, затянулся до пятого сета, действие укола закончилось, и канадец, испытывавший сильные боли в ноге, проиграл последний сет 6:4.
1993 год был отмечен для молодого канадца участием в самом долгом тай-брейке в истории Открытого чемпионата США, который он проиграл Горану Иванишевичу 20:18. В начале 1994 года в паре с Ларо он дошёл до четвертьфинала Открытого чемпионата Австралии. В сентябре того же года Нестор выиграл в паре с Марком Ноулзом (Багамские острова) в Боготе (Колумбия) свой первый турнир АТР, в финале нанеся поражение победителям Открытого чемпионата Франции Люку и Мерфи Дженсенам. Партнёрство с Ноулзом стало случайностью — Даниэля записал на турнир отец, и теннисист узнал об этом только накануне соревнования. Однако этот случай положил начало будущему многолетнему успешному сотрудничеству, в рамках которого Нестор и Ноулз выиграли вместе 40 титулов в парном разряде.

### 1995—2000
В 1995 году Нестор выиграл в Аптосе (США) свой первый «челленджер» в одиночном разряде и дошёл до второго круга в трёх турнирах Большого шлема. В парах он достиг гораздо более внушительных успехов: с Ноулзом (всего через четыре месяца после начала сотрудничества) он дошёл до своего первого финала турнира Большого шлема в Открытом чемпионате Австралии, затем до полуфинала на Уимблдонском турнире и до четвертьфинала в Открытом чемпионате США. Они также стали финалистами турнира в Цинциннати, относящегося к высшей категории АТР, выиграли вместе три турнира более низкого ранга и обеспечили себе участие в чемпионате мира по версии ATP. Там, однако, они проиграли все три игры на групповом этапе.
За 1996 год Нестор и Ноулз выиграли четыре турнира АТР, в том числе два, относящихся к высшей категории, и ещё один раз побывали в финале; канадец помимо этого дошёл до финала ещё одного турнира с Андерсом Ярридом. В итоге Нестор вошёл в десятку лучших теннисистов в парном разряде, а в паре с Ноулзом второй год подряд принял участие в чемпионате мира АТР, правда, снова не сумев выйти из группы. В одиночном разряде ему удалось за сезон победить двух игроков из первой десятки — Томаса Мустера и Андре Агасси — и вплотную приблизиться к границе первой сотни одиночного рейтинга АТР. Нестор принял участие в Олимпийских играх в Атланте как в одиночном разряде, где выбыл из борьбы в первом круге, так и в паре с бывшей первой ракеткой мира Грантом Коннеллом. Канадский дуэт был посеян под вторым номером, но уже во втором круге уступил Нилу Броуду и Тиму Хенмену, завоевавшим в итоге серебряные медали.
В начале 1997 года Нестор и Ноулз встретились друг с другом на корте в одиночном матче Кубка Дэвиса между их сборными; победа осталась за канадцем, обеспечившим своей команде выход в следующий круг. По ходу сезона Нестор вышел в первый за карьеру полуфинал турнира основного тура АТР в одиночном разряде (в Ньюпорте) и добавил к списку побеждённых игроков из первой десятки рейтинга Томаса Энквиста, но в сотню сильнейших так и не вошёл. В парах они с Ноулзом за этот год выиграли только два турнира, но оба — высшей категории ATP (в Индиан-Уэлс и в Риме). Вместе с ещё двумя финалами и четвертьфиналом Открытого чемпионата Австралии этого хватило, чтобы в третий раз подряд попасть в чемпионат мира АТР, где, однако, не было выиграно ни одного матча.
За 1998 год Нестор опять выиграл два турнира (один с Ноулзом, а второй с Ларо), но ещё шесть раз играл в финале. При этом с Ноулзом они побывали в финалах Открытого чемпионата Франции, Открытого чемпионата США (где не сумели реализовать два матчбола) и чемпионата мира АТР. В двух случаях из трёх путь к титулу им преградила лучшая пара мира — представлявшие Нидерланды Паул Хархёйс и Якко Элтинг. Следующий сезон оказался самым удачным в одиночной карьере Нестора: он дошёл до третьего круга в Австралии и до четвёртого на Уимблдоне, к середине августа поднявшись до 58-го места в рейтинге. В парах канадец выиграл два турнира, оба с Ларо, с которым они готовились к предстоящей Олимпиаде, и дошёл до полуфинала на Уимблдоне с Ноулзом, но в пятый раз подряд попасть в число участников чемпионата мира АТР не смог.
Из-за остеоартроза акромиально-ключичного сустава левого плеча Нестору пришлось в январе 2000 года перенести операцию, после которой он пропустил первые четыре месяца теннисного сезона 2000 года. Следствием операции стали также изменения в том, с какой скоростью канадец мог подавать мяч, снизившие его способность успешно выступать в одиночном разряде. Тем не менее, вернувшись на корт в мае, он с Ларо дошёл до четвертьфинала в Открытом чемпионате Франции, на Уимблдоне и в Открытом чемпионате США и выиграл турнир серии Мастерс в Торонто. Нестор и Ларо стали первой канадской парой с начала Открытой эры в теннисе, выигравшей этот турнир. После этого на Олимпиаде 2000 года в Сиднее они завоевали золотые медали, победив в финале фаворитов турнира, австралийскую пару Тодд Вудбридж—Марк Вудфорд со счётом 5:7, 6:3, 6:4, 7:6(2). Концовку сезона Нестор провёл с другими партнёрами, выиграв ещё два турнира.

### 2001—2007
2001 год Нестор начал с победы в Дохе, где его партнёром был Ноулз, но середину сезона провёл с австралийцем Сэндоном Столлом, а концовку с представителем Югославии Ненадом Зимоничем. Со Столлом канадец четырежды доходил до финалов; они дважды подряд проиграли в финале турниров АТР высшей категории — в Открытых чемпионатах Италии и Германии, — а два турнира менее высокого ранга выиграли. Кроме того, со Столлом канадец стал четвертьфиналистом Открытого чемпионата Австралии. С Зимоничем Нестор выиграл один турнир и ещё один раз дошёл до финала и в итоге закончил сезон в десятке сильнейших.
К концу 2002 года и Нестор, и Ноулз практически перестали выступать в одиночном разряде, сосредоточившись на парном, хотя Нестор и после этого ещё выходил на корт в одиночку в составе сборной (на следующий год в рамках матча Кубка Дэвиса обыграв в пяти сетах бывшую первую ракетку мира Марсело Риоса). Результат воссоединения с Ноулзом на корте дал себя знать немедленно: уже в январе они выиграли первый в карьере Нестора турнир Большого шлема, Открытый чемпионат Австралии (он стал всего лишь вторым канадцем в истории, победившим в турнире Большого шлема). Сезон и дальше развивался для них удачно: за первую половину года они выиграли ещё три турнира, включая турнир Мастерс в Майами, где в финале победили тогдашнюю первую пару мира Дональд Джонсон—Джаред Палмер. Ещё четырежды канадско-багамский дуэт за это время играл в финалах, в том числе в Открытом чемпионате Франции и Уимблдоне. За вторую половину года они ещё пять раз выходили в финал, завоевав два титула, и после победы в середине августа в турнире в Индианаполисе Нестор впервые в карьере поднялся на высшую ступеньку в рейтинге АТР. Вместе с Ноулзом они по итогам сезона были признаны лучшей парой года ATP.
За 2003 год Нестор и Ноулз дошли до финала Открытого чемпионата Австралии и полуфиналов Открытого чемпионата США и Кубка Мастерс (как теперь назывался итоговый турнир сезона). Они также снова выиграли шесть турниров менее высокого ранга. Ещё раз Нестор побывал в финале турнира Большого шлема в смешанном разряде: с Линой Красноруцкой он стал финалистом Открытого чемпионата США, уступив там на тай-брейке в третьем решающем сете Катарине Среботник и хозяину корта Бобу Брайану. В этом же году Нестор сыграл важную роль в выходе канадской сборной в Мировую группу Кубка Дэвиса. В переходном матче против команды Бразилии он дважды (в одиночном разряде и в паре) победил бывшую первую ракетку мира Густаво Куэртена, на тот момент занимавшего в одиночном рейтинге 17-е место. Во встрече с Куэртеном в одиночном разряде Нестор, по словам бывшего капитана канадской сборной Джозефа Брабенца, показал лучшую игру за последние 30 лет истории этой команды. Таким образом он довёл счёт своих побед над бывшими первыми ракетками мира в одиночном разряде Кубка Дэвиса до трёх, считая победу над Эдбергом в 1992 году и над Риосом в 2002 году — все в пяти сетах (в других соревнованиях канадцу, помимо этого, удавалось обыграть Андре Агасси, Томаса Мустера и Патрика Рафтера — последнего на Олимпийском турнире 2000 года в Австралии).
На следующий год на счету Нестора и Ноулза было пять титулов — на один меньше, чем в 2003 году, но в их числе была победа в Открытом чемпионате США и две — в турнирах Мастерс, высшей категории турниров АТР. Они снова дошли до полуфинала Кубка Мастерс и довели число выигранных совместно матчей до 300. В итоге Нестор завершил сезон на первой строчке в рейтинге ATP, разделив её с партнёром по корту. При этом Международная федерация тенниса (ITF) назвала лучшей парой года не их, а Боба и Майка Брайанов, уступавших в рейтинге АТР ещё и Юнасу Бьоркману, но выигравших Кубок Мастерс и шесть более мелких турниров, а также ставших финалистами проходящего под эгидой ITF Кубка Дэвиса. На Олимпийских играх в Афинах партнёром Нестора был Фредерик Нимейер, и уже во втором круге им пришлось зачехлить ракетки после поражения от посеянных третьими французов Микаэля Льодра и Фабриса Санторо. 2005 год принёс Нестору и Ноулзу ещё на один титул меньше, но в их числе, как и за год до этого, были две победы в турнирах серии Мастерс. В Открытом чемпионате Франции они стали полуфиналистами, а в Кубке Мастерс не сумели выйти из группы. Результат мог, возможно, быть лучше, но 17 июня канадец перенёс операцию левой кисти и пропустил два следующих месяца.
В 2006 году Нестор и Ноулз отметились пятью победами в турнирах, в том числе снова в двух высшей категории; по пути к титулу в Индиан-Уэлсе они победили занимавших первое место в рейтинге братьев Брайанов, а в Риме — вторую пару мира Юнас Бьоркман—Максим Мирный. На Уимблдоне они стали полуфиналистами, уступив Брайанам, и им же проиграли в финале турнира Мастерс в Мадриде, а в финале Кубка Мастерс уступили Бьоркману и Мирному. Ещё до одного финала турнира Мастерс канадско-багамский тандем добрался в Гамбурге, переиграв в полуфинале Брайанов, но там на его пути стали зимбабвиец Кевин Ульетт и австралиец Пол Хенли. В клубной лиге World TeamTennis Нестор, выступавший за команду «Филадельфия Фридомз», стал чемпионом и был признан самым ценным игроком лиги. Он также дважды дошёл до финала турниров Большого шлема в миксте — сначала в Австралии, а потом во Франции, оба раза с Еленой Лиховцевой. В дополнение к прочему, этот сезон был отмечен рекордом: в июле Нестор и Ноулз выиграли самый длинный матч в истории парных соревнований в турнирах Большого шлема и самый длинный матч в истории Уимблдона во всех разрядах на тот момент, длившийся 6 часов и 9 минут. Со счётом 5:7, 6:3, 6:7(5), 6:3, 23:21 в четвертьфинале была повержена шведско-австралийская пара Симон Аспелин—Тодд Перри. Только 5-й сет этого матча длился более 3 часов. Предыдущий рекорд продолжительности парного матча в турнирах Большого шлема составлял 5 часов 29 минут — именно столько понадобилось южноафриканцам Дани Виссеру и Питеру Олдричу, чтобы сломить сопротивление американцев Скотта Дэвиса и Роберта Ван’т Хофа в Открытом чемпионате Австралии в 1990 году; тогда 5-й сет тоже завершился со счётом 23:21. В матче 2006 года пятый сет мог закончиться раньше — Нестор и Ноулз взяли гейм на подаче соперников при счёте 13:13, а Аспелин и Перри — при счёте 20:20, но оба раза проигрывавшей стороне удавалось сразу же сравнять счёт, а канадско-багамская пара после этого довела дело до победы, выиграв три гейма подряд. Нестор и Ноулз оставались рекордсменами Уимблдона до 2010 года, когда в матче первого круга, продолжавшемся свыше 11 часов, Джон Изнер взял верх над Николя Маю.
В 2007 году Нестор снова добился заметных успехов. Сначала он завоевал свой первый титул в смешанном разряде в турнирах Большого шлема, победив с Лиховцевой в Открытом чемпионате Австралии. С Ноулзом они дошли на этом турнире до полуфинала. Позже в этом сезоне Нестор довёл число выигранных матчей в мужских парах до 600. С Ноулзом он завоевал третий совместный титул в турнирах Большого шлема, победив в Открытом чемпионате Франции. Одержав за год ещё одну победу и трижды сыграв в финалах (ещё одна победа и один финал были на счету Нестора в паре с Зимоничем), они прошли в Кубок Мастерс. Там они наконец добились победы, разгромив в финале Симона Аспелина и Юлиана Ноула, которых до этого обыграли и на групповом этапе. Нестор завершил сезон как третья ракетка мира, а их с Ноулзом пара была второй. Титул на Кубке Мастерс стал сороковым в совместной карьере канадского и багамского теннисистов, но последние победы в паре с Ноулзом были одержаны уже после того, как Нестор предложил постоянное сотрудничество Зимоничу; для Ноулза это стало шоком, и пара доигрывала сезон почти не разговаривая друг с другом. Сам Ноулз связывает окончание сотрудничества с тем, что он стал больше внимания уделять семье (в 2005 году у него родился сын); отец Нестора, Рэй, считает, что настоящей причиной стала недостаточно хорошая подача Ноулза, который отказывался её совершенствовать.

### 2008—2010

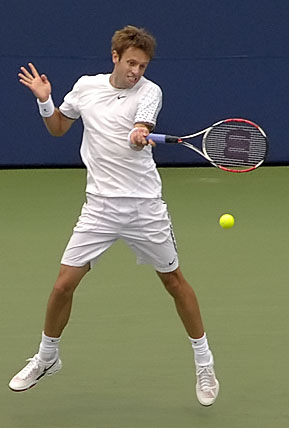
Открытый чемпионат Канады, 2008 год

Расставшись в конце 2007 года с Ноулзом, Нестор продолжил выступления в паре с Зимоничем. Новая пара, в арсенале которой к безукоризненно точной игре канадца добавилась мощная подача серба, на несколько лет стала одним из основных претендентов на лидерство в мире, соперничая с Бобом и Майком Брайанами. Свой первый совместный титул Нестор и Зимонич выиграли в конце предыдущего сезона в Санкт-Петербурге. Начало года не принесло титулов, хотя новые партнёры дошли до финала турнира Мастерс в Индиан-Уэлсе, где проиграли израильскому тандему Энди Рам—Йони Эрлих. Однако весной начался отрезок, на протяжении которого Зимонич и Нестор играли в финалах шесть раз подряд. Проиграв финал Открытого чемпионата Италии, они затем выиграли Открытый чемпионат Германии, стали финалистами на «Ролан Гаррос», а после этого выиграли один за другим три турнира — Artois Championships в Лондоне, Уимблдонский турнир и Открытый чемпионат Канады, продолжив серию выигранных матчей до полуфинала турнира в Цинциннати. В двух из четырёх победных финалов — в Гамбурге и в Торонто — они обыграли братьев Брайанов. Возглавив после победы на Уимблдоне рейтинг пар, Зимонич и Нестор удерживали первое место восемь недель, до конца Открытого чемпионата США, и снова вернули его себе на исходе сезона, ещё раз победив Брайанов — теперь в финале Кубка Мастерс. В личном зачёте Нестор закончил год на втором месте в рейтинге. Победа с Зимоничем на Уимблдонском турнире означала для канадца завоевание карьерного Большого шлема (победы во всех четырёх турнирах Большого шлема в разные годы) и карьерного Золотого шлема (включающего победу на Олимпийских играх), а для его партнёра этот титул в турнирах Большого шлема стал первым. В 2008 году также изменился статус 35-летнего Нестора в сборной Канады в Кубке Дэвиса: продолжая выступать за неё как игрок, он одновременно был включён в тренерский состав, где стал помощником капитана команды Мартена Лорандо.
В 2009 году Нестор в паре с Зимоничем завоевал рекордные для себя девять титулов. Они повторили прошлогодний уимблдонский успех (после победы в финале над Бобом и Майком Брайанами в четырёх сетах, три из которых закончились тай-брейком), выиграли пять турниров серии АТР Мастерс (Монте-Карло, Рим, Мадрид, Цинциннати и Париж) и одержали 12 побед подряд в матчах на грунте — в Монте-Карло, Барселоне и Риме. Нестор стал первым в истории канадским теннисистом, заработавшим за год больше миллиона долларов призовых. Однако в финальном турнире игра у канадско-сербской пары не пошла, и они не сумели выйти из группы, выиграв в ней только один матч из трёх. В итоге братья Брайаны обошли их на финише сезона в борьбе за звание первой пары мира.
За первую половину 2010 года Зимонич и Нестор выиграли пять турниров (включая Монте-Карло и Открытый чемпионат Франции) и ещё три раза играли в финалах (в том числе в Открытом чемпионате Австралии, где их остановили Брайаны). Даже после поражения во втором круге на Уимблдоне они сохранили за собой первое место в рейтинге. Во второй половине сезона канадско-сербскому тандему редко удавалось дойти до финала, после Открытого чемпионата Канады он потерял первую позицию в иерархии пар и до ноября выиграл только один турнир категории АТР 250 в Вене. В ноябре Зимонич и Нестор, однако, сумели во второй раз за время совместных выступлений и в третий раз в карьере канадца победить в итоговом турнире сезона, обыграв Брайанов в полуфинале. Тем не менее их постоянные соперники, тоже выигравшие в сумме за сезон семь турниров, включая два турнира Большого шлема, не уступили канадцу и сербу первое место в рейтинге пар, и Нестор закончил год на третьей позиции в индивидуальном рейтинге среди игроков в парном разряде.
Сыгранность и значительные успехи канадско-сербской пары на корте не означали, однако, что в отношениях Нестора с Зимоничем не было проблем. Сам Зимонич называл эти отношения дружескими; семьи игроков тоже сблизились между собой. Однако Нестор неоднократно шутливым тоном замечал, что они не особо дружны или даже недолюбливают друг друга. У Зимонича были очень высокие требования к игре партнёра, он постоянно опасался, что Нестор уже не способен выступать на высшем уровне. Попытки серба, не выигрывавшего турниров Большого шлема до партнёрства с канадцем, доказать на корте, что он лучший игрок в паре, приводили к конфликтам и спорам за пределами корта, а порой и к травмам (в частности, в полуфинале Уимблдонского турнира 2008 года, когда Зимонич растянул кисть левой руки).

### 2011—2012
По окончании сезона-2010 Нестор завершил сотрудничество с Зимоничем и объявил, что в следующем году будет играть соревнования в паре с Максимом Мирным — на тот момент седьмой ракеткой мира в парном разряде. Они уже некоторое время играли вместе в 2000 году, и канадец легко сошёлся со спокойным незлобивым белорусом. В Австралии они смогли дойти до полуфинала, а в середине февраля выиграли турнир в Мемфисе. В Открытом чемпионате Франции Нестору удалось, как и год назад, победить; перед этим они с Мирным переиграли бывшего партнёра Нестора, Ненада Зимонича и Микаэля Льодра. Победив осенью в финале Мастерса в Шанхае этих же соперников, Нестор стал первым теннисистом в истории, как минимум по разу побеждавшим на всех четырёх турнирах Большого шлема, всех турнирах Мастерс, итоговом турнире года и Олимпийских играх. Позже, когда к этому показателю в одиночном разряде вплотную приблизился Новак Джокович, в прессе его начали называть «золотым Мастерсом», но достижение Нестора в парах большого ажиотажа не вызвало. В итоговом турнире сезона Нестор завоевал четвёртый титул за пять лет, победив с Мирным братьев Брайанов в полуфинале, а в финале обыграв польскую пару Марцин Матковский—Мариуш Фирстенберг. Это был его 75-й титул в карьере; в течение сезона канадец также одержал свою 800-ю победу в парном разряде. Помимо побед в мужских парах, Нестор завоевал свой второй титул в миксте в турнирах Большого шлема. Это, как и в первый раз, произошло в Австралии, а его партнёршей на сей раз была Катарина Среботник, до этого долгое время выступавшая с Зимоничем.

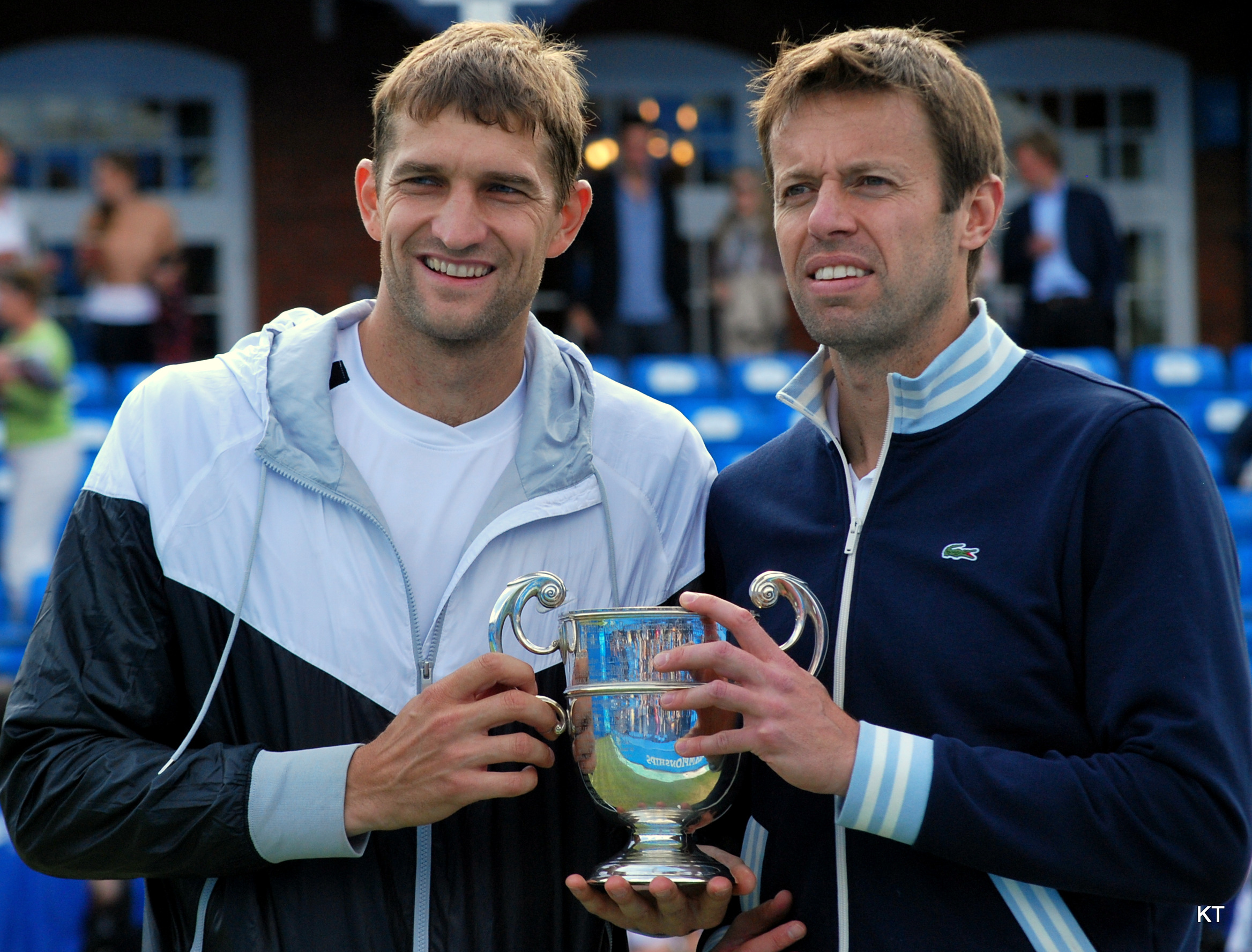
Максим Мирный и Нестор — победители турнира AEGON Championships, 2012 год

В первой половине следующего года Нестор и Мирный выступали без особых всплесков, но надёжно, добравшись до полуфинала в Открытом чемпионате Австралии и до финала в турнирах высшей категории в Майами и в Монте-Карло и выиграв два турнира менее высокого ранга. В совокупности это позволило им в начале мая вернуться на первое место в рейтинге, которое они поделили между собой, опередив занимавших его почти два года без перерыва братьев Брайанов. На «Ролан Гаррос» Нестор и Мирный победили Брайанов в двух сетах в финале, подтвердив закономерность своего нахождения во главе рейтинга. Это была их вторая подряд совместная победа в Открытом чемпионате Франции, а лично для Нестора — третья подряд и четвёртая в общей сложности. Если из первых семи финалов в турнирах Большого шлема за свою карьеру канадец выиграл один, то из следующих девяти — семь. После Парижа Нестор и Мирный выиграли ещё и турнир в Лондоне, предшествующий Уимблдонскому, снова обыграв в финале Брайанов. В дальнейшем, однако, пара выступала неудачно, проиграв на Уимблдоне во втором круге, а в Открытом чемпионате США — в первом. Нестор в паре с Вашеком Поспишилом проиграл также во втором круге Олимпиады в Лондоне Зимоничу и Янко Типсаревичу. Тем не менее канадец пробыл первой ракеткой мира до сентября, когда ему исполнилось 40 лет и 5 дней; он оставался старейшим теннисистом, когда-либо возглавлявшим рейтинг ATP, до июля 2018 года, когда его рекорд побил Майк Брайан.
В сентябре Нестор сообщил, что из-за травмы локтя Мирный, возможно, пропустит часть следующего сезона и поэтому в 2013 году он намерен выступать ещё с одним ветераном и бывшей первой ракеткой мира — Махешем Бхупати (впоследствии он назовёт это решение ошибкой, после которой ему уже не удавалось наладить стабильное сотрудничество с новыми партнёрами). Тем не менее он ещё выступил в паре с Мирным в турнире Мастерс в Париже, где они выбыли из борьбы в четвертьфинале, и в итоговом турнире года, где, начав с победы, они затем проиграли оставшиеся две игры в группе и не попали в полуфинал. Помимо этого, осенью Нестор провёл турнир в Базеле в паре со своим прежним партнёром Зимоничем и завоевал с ним свой 80-й титул.

### Последние годы карьеры

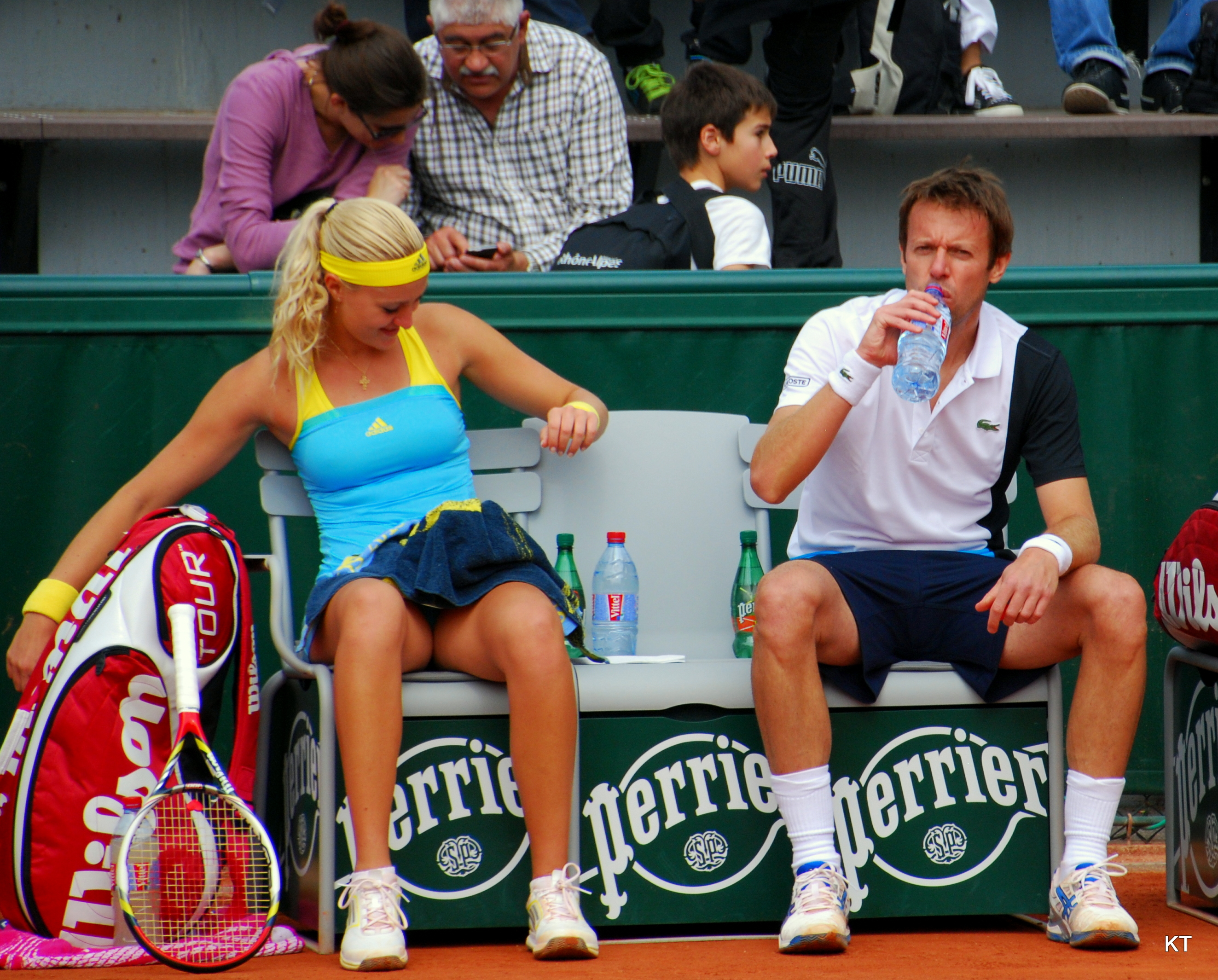
Кристина Младенович и Даниэль Нестор, Открытый чемпионат Франции, 2013 год

Первая половина 2013 года не принесла Нестору новых достижений. Исключение составила победа в Кубке Дэвиса над первой командой мира — сборной Испании. Хотя Нестор и Поспишил проиграли парную встречу (при счёте 2:1 по сетам старший канадец получил тепловой удар и едва закончил игру), в одиночном разряде Поспишил и Милош Раонич сумели набрать три очка и выбить из борьбы постоянных претендентов на Кубок Дэвиса. В дальнейшем Нестор принёс команде очки в парных встречах с итальянцами в четвертьфинале Мировой группы и с сербами в полуфинале (этот матч канадцы проиграли с общим счётом 3:2, хотя вели после второго дня игр). В июне на Уимблдоне, где его партнёршей была Кристина Младенович, Нестор завоевал свой третий за карьеру титул в миксте. Будучи посеяны восьмыми, на пути к победе они обыграли все три первых сеяных пары, в финале отыграв два матчбола. Этот финал стал для французско-канадской пары вторым подряд — перед этим Нестор и Младенович уже играли в финале Открытого чемпионата Франции. Две новых вехи в карьере покорились Нестору в августе в Уинстон-Сейлеме (США): вначале он перешёл рубеж в 900 побед в парном разряде за карьеру, а затем выиграл свой 81-й титул. Канадец и его индийский партнёр Леандер Паес стали первой парой, обоим членам которой было больше 40 лет, выигравшей турнир с начала Открытой эры. Эта победа, однако, оказалась единственной за сезон в мужских парах, хотя Нестор ещё дважды играл в финалах, и год для него закончился лишь на 25-м месте в рейтинге — впервые с 2000 года за пределами первой десятки.
В начале 2014 года Нестор выиграл в паре с Мариушем Фирстенбергом турнир в Брисбене и сразу после этого — турнир в Сиднее со своим давним партнёром Зимоничем. В Открытом чемпионате Австралии он завоевал свой четвёртый титул в миксте в турнирах Большого шлема, причём второй подряд с Кристиной Младенович. Единственной посеянной парой на их пути к титулу оказались в финале выступавшие под шестым номером Саня Мирза и Хория Текэу. С Зимоничем Нестор был посеян в Мельбурне под девятым номером и дошёл до полуфинала. После этого Нестор и Зимонич проиграли финалы в Дубае и в Барселоне и полуфинал в Монте-Карло. 11 мая, победив с Зимоничем в турнире Мастерс в Мадриде, Нестор обошёл по количеству парных титулов в турнирах АТР Тодда Вудбриджа, став по этому показателю третьим за историю профессионального тенниса после Майка и Боба Брайанов. Через неделю в Открытом чемпионате Италии Нестор и Зимонич завоевали свой 27-й совместный титул. Римский финал, однако, стал для них последним в этом году: начиная с Открытого чемпионата Франции, где они проиграли в четвертьфинале, их успехи пошли на спад, и ближе к концу сезона, незадолго до итогового турнира года, они снова приняли решение расстаться (Зимонич после этого ещё успел выиграть турнир в Базеле с другим канадцем — Поспишилом). В итоговом турнире, выиграв одну встречу из трёх, Нестор с Зимоничем не вышли из группы.
Новым партнёром Нестора в 2015 году стал индиец Рохан Бопанна. В первые месяцы 2015 года Бопанна и Нестор завоевали два совместных титула — сначала в Сиднее, а затем в Дубае. В Открытом чемпионате Австралии, будучи посеяны под седьмым номером, они оступились уже во втором круге, но в миксте Нестор в очередной раз дошёл с Младенович до финала, уступив там Мартине Хингис и Леандеру Паесу. В марте он помог сборной остаться ещё на год в Мировой группе Кубка Дэвиса, выиграв в паре с Вашеком Поспишилом у японцев Го Соэды и Ясутаки Утиямы. Несколько турниров в середине сезона Нестор провёл в паре с Паесом, затем объединив усилия на корте с французом Эдуаром Роже-Вассленом. Этот дуэт обыграл во втором круге Открытого чемпионата Канады вторую пару мира Марсело Мело—Иван Додиг, в финале уступив занимающим первую строчку в табели о рангах Майку и Бобу Брайанам. Уже через неделю Нестор с партнёром взяли реванш у Брайанов в третьем круге Мастерса в Цинциннати (после этой победы личный счёт встреч Нестора с Брайанами сравнялся — 29:29), а в финале разгромили Зимонича и Марцина Матковского. Третий финал в паре с Роже-Вассленом Нестор провёл в турнире ATP 500 в Пекине, проиграв там Поспишилу и Джеку Соку. Через неделю в турнире Мастерс в Шанхае они дошли до полуфинала и вплоть до последнего крупного турнира года в Париже сохраняли шансы на попадание в итоговый чемпионат года.

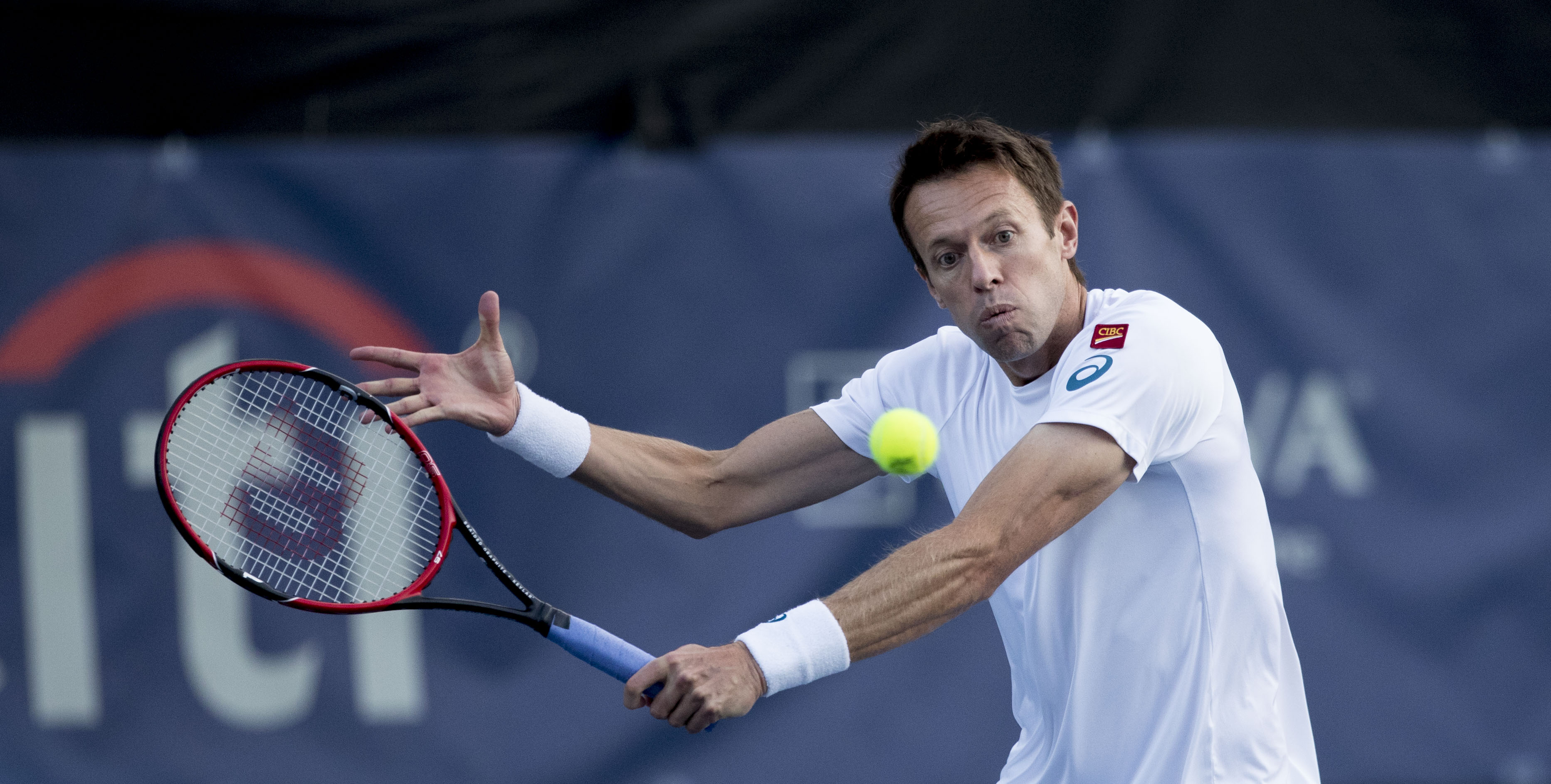
Турнир ATP 500 в Вашингтоне, 2016 год

Завершив 2015 год с 999 победами в парном разряде за карьеру, 11 января следующего года Нестор преодолел рубеж в 1000 побед в турнирах АТР и Большого шлема, став первым теннисистом, который достиг его в парном разряде в Открытой эре (в одиночном разряде тысячу и более побед к тому времени одерживали Джимми Коннорс, Иван Лендл и Роджер Федерер). Эту победу канадец одержал в паре с Марсело Мело. В Открытом чемпионате Австралии 43-летний Нестор и 37-летний Радек Штепанек, проводившие вместе всего лишь второй турнир, стали самыми возрастными финалистами турниров Большого шлема в парном разряде за Открытую эру. В продолжение сезона Нестор ещё четыре раза играл в финалах турниров АТР, завоевав два титула в двух турнирах с Эдуаром Роже-Вассленом и ещё один с Домиником Инглотом. На Олимпиаде в Рио-де-Жанейро они с Вашеком Поспишилом дошли до полуфинала, проиграв там будущим чемпионам — Рафаэлю Надалю и Марку Лопесу (оба сета на тай-брейке), а в матче за третье место — постоянному партнёру Поспишила Джеку Соку и Стиву Джонсону. После этого в Цинциннати канадцы нанесли поражение первой паре мира Николя Маю—Пьер-Юг Эрбер, тоже дойдя до полуфинала. Однако затем в Открытом чемпионате США Нестор уже в первом круге вынужден был прервать игру из-за травмы лодыжки. Ещё раз Нестор обыграл Маю и Эрбера осенью в финале турнира в Антверпене с Роже-Вассленом. Год он окончил на 15-м месте в рейтинге. К этому времени канадцу стало всё трудней находить постоянных партнёров среди более молодых игроков, и сам он в шутку говорил, что худшая пара мира — это «Нестор и кто угодно с ним».
Матч Кубка Дэвиса в первом круге Мировой группы 2017 года, проигранный британцам со счётом 2:3, стал для Нестора 50-м в карьере. В этом году канадец впервые за 24 года не завоевал ни одного титула в турнирах АТР, хотя один раз (в феврале) ему удалось пробиться в финал в турнире в Монпелье, где с ним выступал местный игрок Фабрис Мартен. В сентябре Нестор объявил, что намеревается окончить выступления следующим летом — после Открытого чемпионата Канады или Открытого чемпионата США 2018 года. В мае 2018 года, когда Боб Брайан травмировал бедро, его брат-близнец Майк был готов предложить Нестору сотрудничество, но в итоге остановил свой выбор на соотечественнике Джеке Соке, с которым и выиграл Уимблдонский турнир. Свой 30-й Открытый чемпионат Канады Нестор провёл в паре с Вашеком Поспишилом, а 16 сентября 2018 года, вскоре после 46-го дня рождения, также в паре с Поспишилом завершил карьеру, проведя свою последнюю игру в рамках матча Кубка Дэвиса. Эту встречу канадская пара проиграла голландцам Жану-Жюльену Ройеру и Матве Мидделкопу 6:4, 3:6, 4:6, 4:6. Нестор закончил выступления одним из шести теннисистов с тысячей и более побед в мужском профессиональном туре (наряду с братьями Брайанами, Роджером Федерером, Джимми Коннорсом и Иваном Лендлом).

## Стиль игры и манера поведения

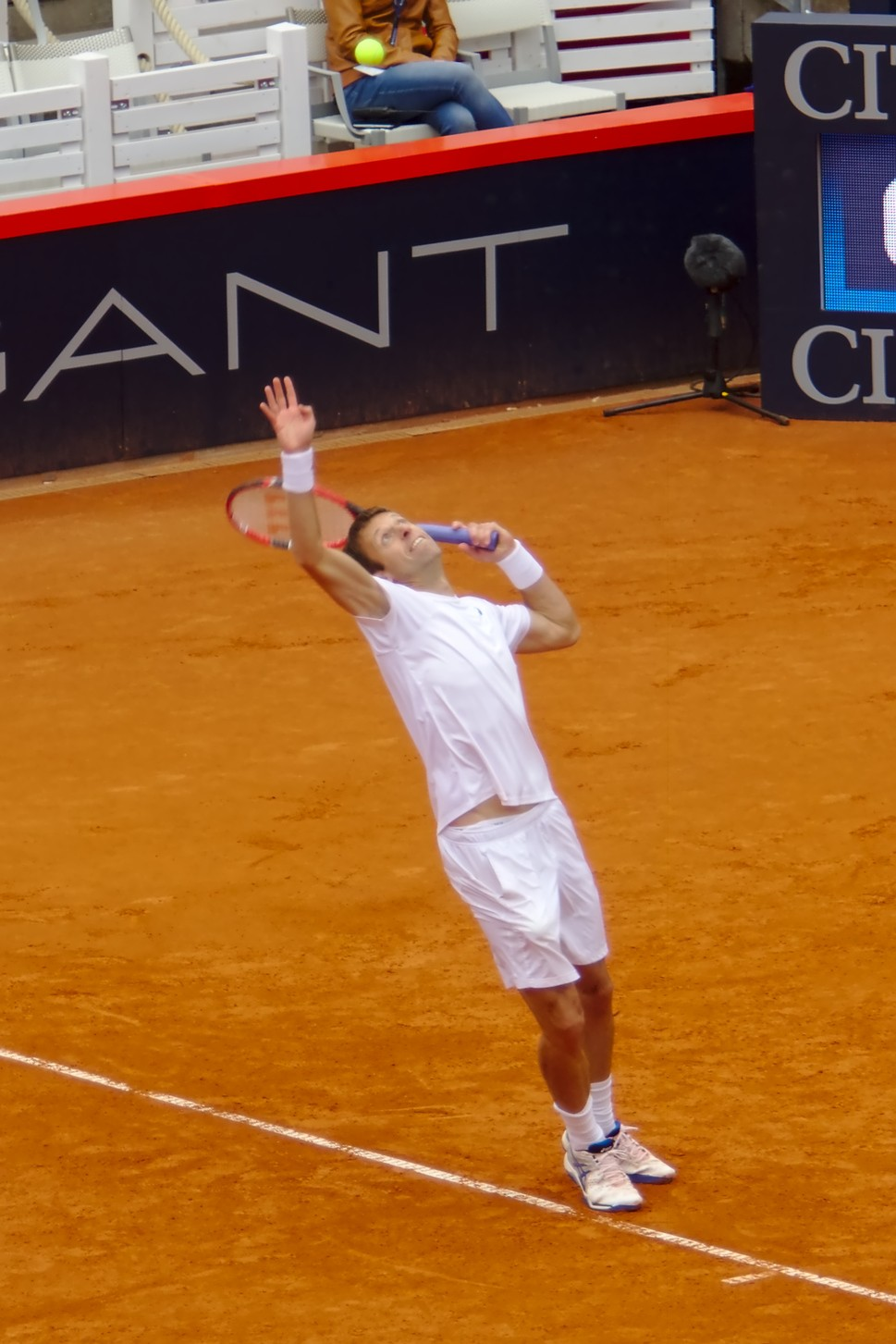
Нестор на подаче, 2016 год

Журналист Джеральд Марзорати, сам выступающий в турнирах ветеранов, высоко оценивал игровой стиль Нестора, отмечая его невозмутимость и хладнокровие. Марзорати сравнивал подачу Нестора — высоко подбрасываемый из согнутого положения мяч и размашистый резаный удар, заставляющий игрока на приёме уходить далеко к краю корта — с подачей Джона Макинроя (короткую подачу к правой боковой линии Даниэль освоил в 15-летнем возрасте в начале обучения у Пьера Ламарша). Нестор выходил к сетке не спеша и играл у неё очень мягко, но точно, отправляя мяч в углы площадки за пределами досягаемости противников. Сам он при выходах к сетке пропускал лишь очень незначительную часть ударов. Марзорати писал, что если бы не хрупкое телосложение и недостаточно крепкое здоровье, Нестор мог бы сделать успешную карьеру не только в парном, но и в одиночном разряде. 1990-е годы, в которые канадец активно играл как в одиночном, так и в парном разряде, действительно изобиловали травмами — кисти, локтя, плеча (на более раннем этапе карьеры ему в частности пришлось после травмы кисти поменять хват). Это заставило его в дальнейшем предельно внимательно относиться к своему здоровью и физической форме, отказавшись от способствующих воспалительным процессам сахаросодержащих напитков и постоянно держа при себе физиотерапевта вместо тренера. В то же время в обзорной статье, посвящённой Нестору на канадском сайте Sportsnet, упоминается, что у него была чрезвычайно высокая устойчивость к боли.
Боб Брайан, игравший против Нестора более полутора десятилетий, в том числе на самом высоком уровне, называет его своим самым сложным соперником, особенно выделяя его подачу. В 2012 году Брайан предсказывал, что за счёт подачи Нестор сможет участвовать в соревнованиях до 50-летнего возраста. Брат Боба, Майк, сравнивал подачу канадца с подачей бейсбольного питчера Рэнди Джонсона, у которого она так же «коварно закручена». Непредсказуемый далёкий отскок мяча после подачи Нестора отмечал и выигравший с ним Олимпиаду 2000 года Себастьен Ларо. Он также указывал на способность своего бывшего партнёра по желанию чередовать мячи, закрученные по направлению к принимающему и от него. Сам Нестор называл игру закрытой ракеткой слабым местом в своём стиле, рассказывая, что в 14 лет его тренер безуспешно пытался переучить его на одноручный бэкхенд. Канадец сожалел, что это не удалось, и говорил, что одноручный бэкхенд мог бы помочь ему в одиночном разряде.
В парных разрядах Нестор был очень надёжным партнёром. Себастьен Ларо говорил: «Вы никогда не чувствовали напряжения, играя с Даниэлем. Он никогда не оказывал на вас никакого давления, и вы всегда могли спокойно делать то, что вы обычно делаете». На корте он отличался хладнокровием и выдержкой, не вступая в пререкания с судьёй (в годы партнёрства с Ноулзом именно последний брал на себя эту часть игры). На ранних этапах карьеры это хладнокровие граничило с равнодушием к результату и лёгкой потерей интереса к игре — в 12 лет это качество с неудовольствием отмечал будущий тренер Нестора Пьер Ламарш, а в прессе оно акцентировалось вплоть до конца 1990-х годов. В то же время за пределами корта канадец отличался острым языком и грубоватым чувством юмора, активно участвуя в перепалках с коллегами и не стесняясь устраивать им розыгрыши.

## Рекорды и статистика
Среди основных достижений Даниэля Нестора:
- 108 недель в ранге первой ракетки мира в парном разряде — в общей сложности достигал этой позиции 10 раз, первая ракетка мира по итогам 2004 года (разделил место с Марком Ноулзом)[27].
- 12 титулов в турнирах Большого шлема (8 в мужском парном разряде и 4 в миксте), включая карьерный Большой шлем в мужском парном разряде[27].
- Победа в Олимпийском турнире 2000 года в парном разряде. Нестор — третий теннисист в истории, завоевавший карьерный Золотой шлем в мужском парном разряде[4].
- 91 титул в турнирах ATP в парном разряде, в том числе 4 титула в итоговом турнире АТР, 28 титулов в турнирах ATP Мастерс и 23 сезона подряд (1994—2016), в которых был завоёван как минимум один титул[27].
- Первый теннисист в одиночном или парном разряде, выигравший все турниры Большого шлема и все турниры класса ATP Мастерс[63].
- Первый теннисист в истории мужского профессионального теннисного тура, выигравший 1000 матчей в парном разряде[84].
- Рекорды сборной Канады в Кубке Дэвиса по количеству сыгранных сезонов (25), матчей (53 — на момент окончания карьеры это более чем вдвое превышало количество матчей, сыгранных любым другим канадцем)[94], побед в парном разряде (33) и в общей сложности (48)[95].

### Финалы турниров Большого шлема за карьеру
| Результат | Год  | Турнир                         | Покрытие | Партнёр        | Соперники в финале                  | Счёт в финале            |
| --------- | ---- | ------------------------------ | -------- | -------------- | ----------------------------------- | ------------------------ |
| Поражение | 1995 | Открытый чемпионат Австралии   | Хард     | Марк Ноулз     | Джаред Палмер Ричи Ренеберг         | 3-6 6-3 3-6 2-6          |
| Поражение | 1998 | Открытый чемпионат Франции     | Грунт    | Марк Ноулз     | Паул Хархёйс Якко Элтинг            | 3-6 6-3 3-6              |
| Поражение | 1998 | Открытый чемпионат США         | Хард     | Марк Ноулз     | Сэндон Столл Цирил Сук              | 6-4 6-7 2-6              |
| Победа    | 2002 | Открытый чемпионат Австралии   | Хард     | Марк Ноулз     | Микаэль Льодра Фабрис Санторо       | 7-6(4) 6-3               |
| Поражение | 2002 | Открытый чемпионат Франции     | Грунт    | Марк Ноулз     | Евгений Кафельников Паул Хархёйс    | 5-7 4-6                  |
| Поражение | 2002 | Уимблдонский турнир            | Трава    | Марк Ноулз     | Йонас Бьоркман Тодд Вудбридж        | 1-6 2-6 7-6(6) 5-7       |
| Поражение | 2003 | Открытый чемпионат Австралии   | Хард     | Марк Ноулз     | Микаэль Льодра Фабрис Санторо       | 4-6 6-3 3-6              |
| Победа    | 2004 | Открытый чемпионат США         | Хард     | Марк Ноулз     | Леандер Паес Давид Рикл             | 6-3 6-3                  |
| Победа    | 2007 | Открытый чемпионат Франции     | Грунт    | Марк Ноулз     | Павел Визнер Лукаш Длоуги           | 2-6 6-3 6-4              |
| Поражение | 2008 | Открытый чемпионат Франции     | Грунт    | Ненад Зимонич  | Пабло Куэвас Луис Орна              | 2-6 3-6                  |
| Победа    | 2008 | Уимблдонский турнир            | Трава    | Ненад Зимонич  | Йонас Бьоркман Кевин Ульетт         | 7-6(12) 6-7(3) 6-3 6-3   |
| Победа    | 2009 | Уимблдонский турнир (2)        | Трава    | Ненад Зимонич  | Боб Брайан Майк Брайан              | 7-6(7) 6-7(3) 7-6(3) 6-3 |
| Поражение | 2010 | Открытый чемпионат Австралии   | Хард     | Ненад Зимонич  | Боб Брайан Майк Брайан              | 6-3 6-7(5) 6-3           |
| Победа    | 2010 | Открытый чемпионат Франции (2) | Грунт    | Ненад Зимонич  | Лукаш Длоуги Леандер Паес           | 7-5 6-2                  |
| Победа    | 2011 | Открытый чемпионат Франции (3) | Грунт    | Максим Мирный  | Хуан Себастьян Кабаль Эдуардо Шванк | 7-6(3) 3-6 6-4           |
| Победа    | 2012 | Открытый чемпионат Франции (4) | Грунт    | Максим Мирный  | Боб Брайан Майк Брайан              | 6-4 6-4                  |
| Поражение | 2016 | Открытый чемпионат Австралии   | Хард     | Радек Штепанек | Джейми Маррей Бруно Соарес          | 6-2 4-6 5-7              |

| Результат | Год  | Турнир                           | Покрытие | Партнёрша           | Соперники в финале               | Счёт в финале     |
| --------- | ---- | -------------------------------- | -------- | ------------------- | -------------------------------- | ----------------- |
| Поражение | 2003 | Открытый чемпионат США           | Хард     | Лина Красноруцкая   | Катарина Среботник Боб Брайан    | 7-5 5-7 6-7(5-10) |
| Поражение | 2006 | Открытый чемпионат Австралии     | Хард     | Елена Лиховцева     | Мартина Хингис Махеш Бхупати     | 3-6 3-6           |
| Поражение | 2006 | Открытый чемпионат Франции       | Грунт    | Елена Лиховцева     | Катарина Среботник Ненад Зимонич | 3-6 4-6           |
| Победа    | 2007 | Открытый чемпионат Австралии     | Хард     | Елена Лиховцева     | Виктория Азаренко Максим Мирный  | 6-4 6-4           |
| Победа    | 2011 | Открытый чемпионат Австралии (2) | Хард     | Катарина Среботник  | Чжань Юнжань Пол Хенли           | 6-3 3-6 [10-7]    |
| Поражение | 2013 | Открытый чемпионат Франции       | Грунт    | Кристина Младенович | Луция Градецкая Франтишек Чермак | 6-1 4-6 [6-10]    |
| Победа    | 2013 | Уимблдонский турнир              | Трава    | Кристина Младенович | Лиза Реймонд Бруно Соарес        | 5-7 6-2 8-6       |
| Победа    | 2014 | Открытый чемпионат Австралии (3) | Хард     | Кристина Младенович | Саня Мирза Хория Текэу           | 6-3 6-2           |
| Поражение | 2015 | Открытый чемпионат Австралии     | Хард     | Кристина Младенович | Мартина Хингис Леандер Паес      | 4-6 3-6           |

## Признание достижений
За свою карьеру Даниэль Нестор признавался лучшим теннисистом Канады 10 раз: в 1997, 2000 (вместе с Себастьеном Ларо), 2001, 2003—2005 и 2007—2010 годах. Он также становился лучшим теннисистом Канады в парном разряде 16 лет подряд. В 2002, 2004 и 2008 годах канадец завоёвывал награду ATP лучшей паре года (первые два раза вместе с Марком Ноулзом, а третий — с Ненадом Зимоничем). В 2012 году Нестор стал лауреатом приза Кубка Дэвиса за верность сборной (англ. Davis Cup Commitment Award).
В конце декабря 2010 года Нестор был произведён в члены ордена Канады, а в 2012 году стал почётным доктором Йоркского университета. Ему принадлежит одна из звёзд на Аллее славы Канады. В 2018 году его имя было включено в списки Зала теннисной славы Канады, а в 2024 году — в списки Зала славы Канадского спорта. Именем Даниэля Нестора назван открытый в 2013 году теннисный центр в Галифаксе (Новая Шотландия).